# Lithosia flavescens
Lithosia flavescens là một loài bướm đêm thuộc phân họ Arctiinae, họ Erebidae.